# Brave (album, Jennifer Lopez)
Brave je páté anglicky zpívané studiové album americké zpěvačky Jennifer Lopez, které vyšlo v říjnu 2007.

## Informace o albu
Album se v prvním týdnu prodeje umístilo na 12. místě prodejnosti v USA a je to tak první album, které se neumístilo v elitní desítce. První zmínku o tomto albu řekla americké MTV a přislíbila fanouškům taneční album, které bude plné popu a R&B.

## Seznam písní
1. "Stay Together" – 3:31
2. "Forever"– 3:38
3. "Hold It Don't Drop It""– 3:55 Videoklip
4. "Do It Well" – 3:05 Videoklip
5. "Gotta Be There" – 3:57
6. "Never Gonna Give Up" – 4:21
7. "Mile in These Shoes" – 3:16
8. "The Way It Is" – 3:07
9. "Be Mine" – 3:20
10. "I Need Love" – 3:52
11. "Wrong When You're Gone" – 3:58
12. "Brave" – 4:21

## Umístění
| Stát           | Umístění |
| -------------- | -------- |
| Řecko          | 5        |
| Japonsko       | 6        |
| Švýcarsko      | 6        |
| Argentina      | 7        |
| Itálie         | 10       |
| Svět           | 10       |
| USA            | 12       |
| Kanada         | 13       |
| Brazílie       | 13       |
| Maďarsko       | 17       |
| Španělsko      | 21       |
| Velká Británie | 24       |
| Francie        | 28       |
| Polsko         | 31       |
| Rakousko       | 35       |
| Mexiko         | 36       |
| Austrálie      | 46       |
| Švédsko        | 59       |